# Angelo Hussein
Angelo Koko Nimer Hussein (arabisch حسين أنجلو كوكو نمر; * 1947) ist ein ehemaliger sudanesischer Mittelstreckenläufer.
Er trat bei den Olympischen Sommerspielen 1968 in Mexiko-Stadt und Olympischen Sommerspielen 1972 in München in den Wettbewerben über 400 m, 800 m und 1972 zusammen mit Mohamed Musa Gadou, Dafallah Sultan Farah und Ibrahim Saad Abdel Galil in der 4 × 400-m-Staffel an. Wurden 1968 die Läufe teilweise noch handgestoppt, wurden 1972 bereits alle Läufe maschinengestoppt.